# Ciceu-Mihăiești
Ciceu-Mihăiești – wieś w Rumunii, w okręgu Bistrița-Năsăud, w gminie Ciceu-Mihăiești. W 2011 roku liczyła 923 mieszkańców.